# Яруточка сизоватая
Яруточка сизоватая (лат. Noccaea caerulescens) — европейский вид травянистых растений рода Яруточка (Noccaea) семейства Капустные (Brassicaceae).

## Ботаническое описание
Травянистый двулетник или многолетник. Цветёт на юге Европы в марте–апреле, на севере — в мае—июне, плодоносит тогда же.

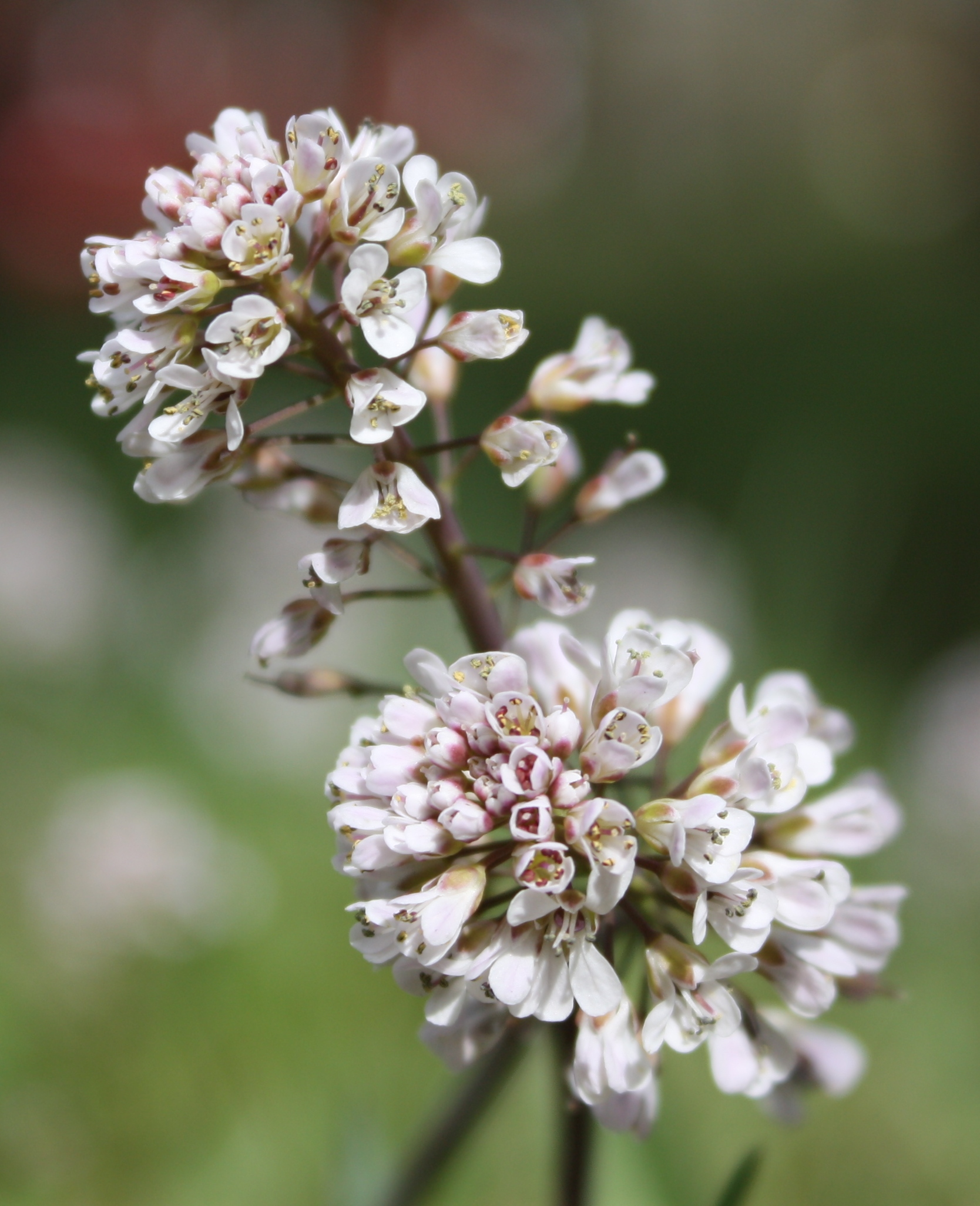
Верхушки соцветий

### Стебель и листья
Стебель прямой, чаще простой до 40 см высотой. Всё растение голое, сизовато-зелёное. Прикорневые листья многочисленные, лопатчатые, длинночерешковые, собраны в розетку. Стеблевые листья очерёдные, сидячие, с ушками, от удлинённо-обратнояйцевидных в нижней части стебля до ланцетных выше по стеблю, в количестве 2—3, реже больше, от цельнокрайных до расставленнозубчатых.

### Соцветия и цветки

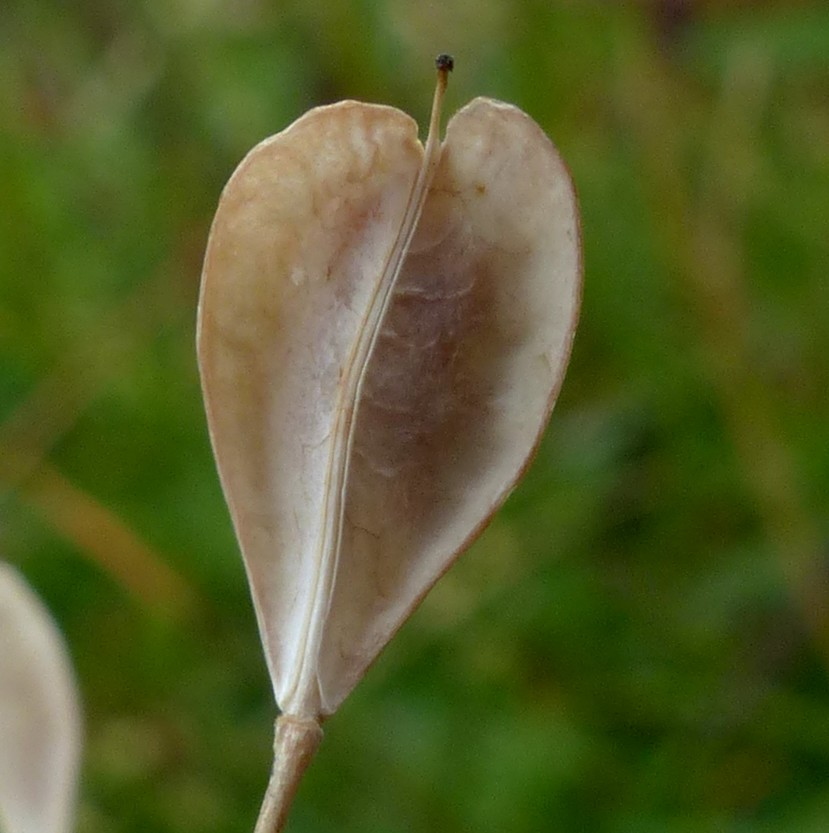
Зрелый плод (стручочек)

Цветки правильные, четырёхмерные, около 5 мм в диаметре. Лепестки длиной 2—4 мм, белые или розоватые.  Чашелистики лиловые, в 1,5—3 раза короче лепестков. Соцветие — открытая кисть, сначала щитковидная, при плодах удлиняющаяся, и тогда соцветие может составлять около половины длины стебля.

### Плоды и семена
Плоды — многосемянные узкообратнояйцевидные крылатые стручочки длиной 6—8 мм с верхушечной выемкой глубиной около 1 мм. Разбрасывание семян происходит баллистически на несколько метров при раскрывании створок стручочка.

## Ареал и экология
Первичный ареал вида охватывает Центральную и Южную Европу, вторичный — Восточную и Северную Европу.
В России яруточка сизоватая встречается в Карелии, где начала активно расселяться в начале XX века как заносное. Места распространения растения связаны с высоким содержанием тяжелых металлов в почвах, поскольку вид является металлофитом и способен накапливать тяжелые металлы (особенно кадмий, свинец и цинк) во всех своих тканях в концентрациях, превышающих фоновые значения, присущие другим видам растений, на два порядка. Расселение из мест заноса происходит самостоятельно вдоль дорог по почвам, обогащенных свинцом, поступающим от автотранспорта, а на дальние расстояния – с участием транспорта и перевозимых сельскохозяйственных грузов. Кроме вторичных биотопов селитьбы вид внедряется в естественные сообщества – на песчаные почвы сосновых лесов.

## Хозяйственное значение
Благодаря тому, что яруточка сизоватая является гипераккумулятором тяжёлых металлов, растение может использоваться в фиторемидиации загрязненных почв.

## Классификация

### Таксономия[8]
Noccaea caerulescens (J.Presl & C.Presl) F.K.Mey., 1973, Feddes Repert. 84: 463
Вид Яруточка сизоватая относится к роду Яруточка (Noccaea) семейства Капустные (Brassicaceae) порядка Капустоцветные (Brassicales). Кладограмма в соответствии с Системой APG IV по состоянию на май 2024 года:
|  |                                      |  |                                   |                                   |                     |  | ещё 17 семейств | ещё 17 семейств |                    |  |  |  | еще 121 подтвержденных видов |
|  |                                      |  |                                   |                                   |                     |  | ещё 17 семейств | ещё 17 семейств |                    |  |  |  | еще 121 подтвержденных видов |
|  |                                      |  |                                   | порядок Капустоцветные            |                     |  |                 |                 | род Яруточка       |  |  |  |                              |
|  |                                      |  |                                   | порядок Капустоцветные            |                     |  |                 |                 | род Яруточка       |  |  |  |                              |
|  | отдел Цветковые, или Покрытосеменные |  |                                   |                                   | семейство Капустные |  |                 |                 | Яруточка сизоватая |  |  |  |                              |
|  | отдел Цветковые, или Покрытосеменные |  |                                   |                                   | семейство Капустные |  |                 |                 |                    |  |  |  |                              |
|  |                                      |  | ещё 64 порядка цветковых растений | ещё 64 порядка цветковых растений |                     |  |                 | ещё 354 рода    | ещё 354 рода       |  |  |  |                              |
|  |                                      |  |                                   | ещё 64 порядка цветковых растений |                     |  |                 |                 | ещё 354 рода       |  |  |  |                              |

### Синонимы[9]
- Crucifera coerulescens  [(J.Presl & C.Presl) E.H.L.Krause
- Noccaea occitanica  (J.Presl & C.Presl) F.K.Mey.
- Thlaspi caerulescens  J.Presl & C.Presl